# Le Faubourg de Collioure
Le Faubourg de Collioure est un tableau réalisé par le peintre français André Derain en 1905. Cette huile sur toile est un paysage fauve représentant des bateaux sur une plage à Collioure, dans les Pyrénées-Orientales. Elle est conservée au musée national d'Art moderne, à Paris.

## Histoire
Le tableau est exposé par Derain au Salon d'Automne de 1905 qui marque le début du fauvisme, au côté d'œuvres de Henri Matisse et de Georges Braque.